# Star Trek: Countdown to Darkness
Star Trek: Countdown to Darkness è una miniserie a fumetti pubblicata in quattro numeri da gennaio ad aprile 2013. Ambientato nel XXIII secolo, racconta la storia dell'equipaggio della Nave Stellare Enterprise impegnato in una missione esplorativa poco prima della storia narrata nel film Into Darkness - Star Trek.
Il sottotitolo del libro è The official comic prequel to Star Trek Into Darkness ("l'antefatto a fumetti ufficiale di Star Trek Into Darkness"); è pubblicato dalla IDW Publishing e ogni numero riporta in copertina il viso del protagonista, nell'ordine Kirk, Uhura, Spock e un Klingon non identificato in armatura.

## Storia ediotriale
Il primo volume è uscito il 23 gennaio 2013 al costo di 3,19 USD, identificato dal UPC 82771400414002111.

Il secondo volume è uscito il 20 febbraio 2013 al costo di 3,19 USD, con UPC 8277140041500211.

Il secondo volume è uscito il 20 marzo 2013 al costo di 3,19 USD.

Il secondo volume è uscito il 10 aprile 2013 al costo di 3,19 USD
L'intera serie è stata ripubblicata il 10 aprile 2013 come singolo volume con ISBN 978-1-61377-623-0 lungo 104 pagine al prezzo di $17.99.

## Trama

### Primo volume
Il racconto inizia con la rappresentazione visiva di un sogno di Spock nel quale il vulcaniano rivive la traumatica esperienza della morte della madre, peggiorata dalla distruzione della Enterprise. Inutilmente Uhura tenta di confortare il suo compagno in preda ai postumi dell'incubo, ma Spock preferisce ignorare la questione e si appresta a iniziare il turno di guardia in plancia in anticipo.
Contemporaneamente, il Capitano Kirk sta riflettendo a voce alta nel suo diario personale quanto la vita di un capitano di nave stellare possa risultare solitaria. Anche lui decide di recarsi in plancia in anticipo.
La Enterprise sta entrando in orbita intorno al pianeta Phaedus IV: un pianeta di Classe M con una popolazione di circa 30 milioni di individui con un livello tecnologico simile a quello dell'Impero Romano. L'equipaggio ovviamente non può entrare in contatto con gli autoctoni per non violare la Prima Direttiva, Spock intende quindi completare gli studi sulla composizione degli anelli intorno al pianeta e lasciare l'orbita, mentre Kirk preferirebbe sgranchirsi le gambe sulla superficie.
Improvvisamente Chekov identifica un campo energetico ad alta frequenza proveniente dal pianeta che sta interferendo con le comunicazione e con il sistema di teletrasporto della nave. Kirk decide di indagare sul fenomeno nonostante le obiezioni di Spock argomentando che sul pianeta sta evidentemente succedendo qualcosa di fuori dal normale per il livello tecnologico degli alieni.
Mentre lo shuttle con Kirk, Spock, Sulu e un ufficiale della Sicurezza completa la discesa atmosferica, il gruppo viene colpito da un raggio energetico, provocando lo schianto del veicolo e il grave ferimento di Sulu.
Kirk e Spock vorrebbero indagare sui responsabili del loro abbattimento quando vengono fermati da un gruppo di alieni abitati del pianeta forniti di Traduttore universale e fucili phaser della Flotta Stellare.
Con loro si trova il precedente capitano della Enterprise, Robert April

### Secondo volume
I due capitani si confrontano con Kirk che dubita dell'identità di April, dato che i libri di storia lo danno per defunto durante una missione della precedente nave chiamata Enterprise, ben 20 anni prima. La discussione è interrotta da esplosioni nelle vicinanze del terzetto che è costretto alla fuga, abbandonando così Sulu insieme all'ufficiale della sicurezza: alle proteste di Kirk, April risponde che i due sono in custodia dei "suoi uomini".
Sulla Enterprise, Uhura è preoccupata dalla mancanza di informazione sui colleghi scesi a terra, ma il dottor McCoy la rassicura e la dissuade dal prendere iniziative avventate.
Rifugiatisi in una grotta, Spock e Kirk ricevono informazioni da April il quale spiega che gli aggressori sono un gruppo dei nativi del pianeta dotati di maggiore aggressività e armamenti superiori. April mostra ai due la sua base delle operazioni nascosta dietro un muro olografico che sorprende Spock per la sua sofisticazione, apparentemente superiore a quella della tecnologia Federale in uso.
Al riparo dagli attacchi, April racconta finalmente la sua storia. Dopo 10 anni sotto il suo comando, la Enterprise arrivò a Phaedus IV per una missione standard di ricognizione: l'equipaggio chiarì così che uno dei gruppi di alieni, chiamati Ombre, stava portando avanti un genocidio a spese dell'altro gruppo etnico, distinto per un colore più chiaro della pelle. April si trovò nel mezzo di un dilemma morale e decise di violare la Prima Direttiva scappando dai nativi portandosi dietro un arsenale sufficiente a ristabilire la parità delle forze. Il primo ufficiale Alex Marcus collaborò con il suo capitano per coprire la sua defezione con una morte simulata.
Spock chiede maggiori informazioni sulla provenienza dell'attrezzatura della Flotta Stellare in possesso dei nativi, che è evidentemente in quantità molto superiore rispetto a quella che April poté rubare dalla Enterprise. April spiega che la Galassia è grande e anche alla Flotta capita di perdere del materiale.
In orbita intorno al pianeta, la Enterprise intercetta una nave mercantile il cui comandante, una donna bajoriana di nome Mudd, dice di lavorare per "uno di loro".
Sul pianeta, Kirk chiede notizie dei suoi uomini ad April il quale confessa che non sono in sua custodia, ma piuttosto prigionieri delle Ombre. April spiega anche che le Ombre sono dotate di artiglieria pesante fornita da qualcuno con più risorse di lui e che in effetti necessita dell'aiuto di Kirk e dell'Enterprise per bombardare il nemico dall'orbita.
Kirk rifiuta nettamente la richiesta di April ed è pronto a tornare sulla Terra con lui in una cella, ma il piano è interrotto dall'improvvisa scomparsa di Spock che, armato fino ai denti, si avventura da solo nel territorio delle Ombre.